# Мали Шемљуг
Мали Шемљуг (рум. Șemlacu Mic, мађ. Kissemlak) насеље је у Румунији у жупанији Тимиш у граду Гатаја. Oпштина се налази на надморској висини од 96 m.

## Историја
Мали Шемљуг је омање село које се налази између оближњег Великог Шемљуга и Бутина. За разлику од суседног Великог Шемљуга, који се у старјој прошлости развио у близини средњовековне угарске тврђаве Мезешомљо (мађ. Mezősomlyó) по којој је добио и име, село Мали Шемљуг се током старије историје развијало под другим називима. Османски пописни дефтери из 16. века бележе назив Моравица, по истоименој речици која протиче кроз место, а пошто је село било повезано са оближњим манастиром Шемљугом, као манастирски прњавор, потоњи извори бележе и изведене називе Прњавор или Прњаворица, односно Прњавица или Прњава (Párneavorica, Pernyavcza, Pernyáva, Pârneava).
Село је изнова насељавано након 1802. године, у организацији српског племића Јована Остојића. Остојић је још 1782. године купио укинути манастир Шемљуг, који се налази на улазу у село, са источне стране. Ту је спахија довео колонисте Немце и Чехе, да раде на његовом имању. Поред ових ту је било Румуна, Мађара, Срба и других житеља. После рата највећи део Немаца је отишао у Немачку, а доселили су се Румуни. Јеванђелистичка црква коју су подигли насељеници 1858. године, је сада у напуштена и у опалом стању.
Поседник места 1834. године Србин, Петар Остојић "от Киш и Мађ. Шемлок". Он се више пута среће заједно са другим племићима у Тамишком Банату као пренумерант српских наслова. Остојић је 1808. године био власник оба места - "Малог и Великог Шемлока". Његову племићку породицу чине још Јован, Ђорђе и Павел. Ђорђе је имао салаш неколико километара северо-западно од села, а Јован такође одају северно ближе селу.

## Становништво
Према подацима из 2002. године у насељу је живело 198 становника, од којих су сви румунске националности.